# تيموثاوس الأول (بابا الإسكندرية)

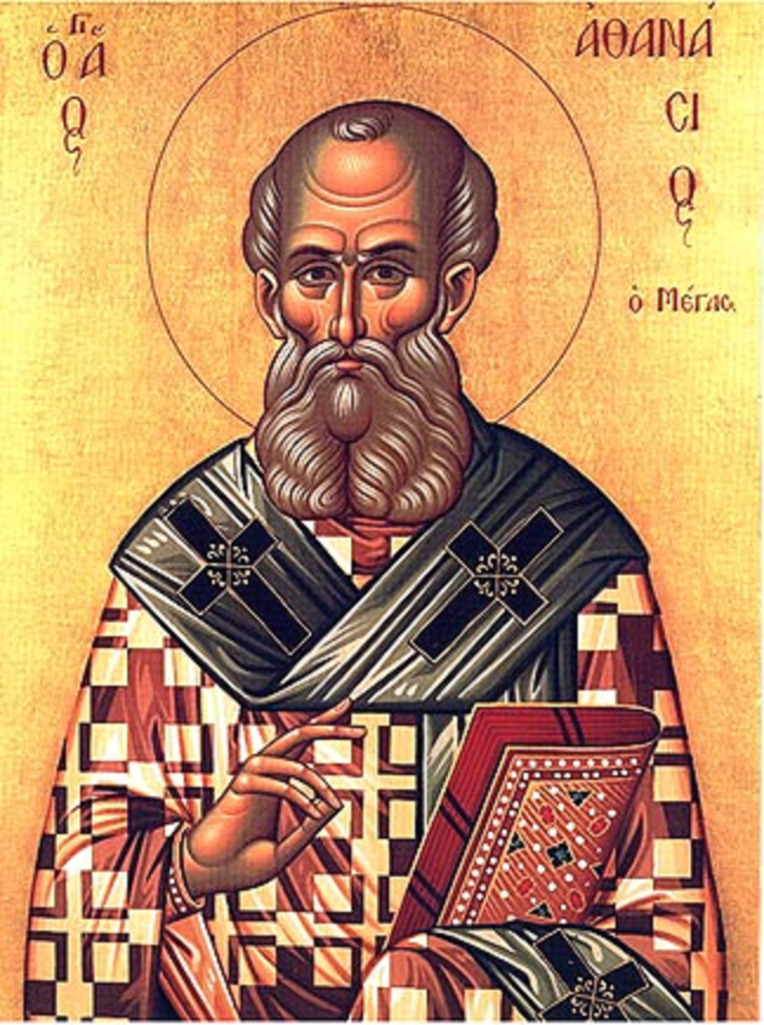
البابا أثانسيوس السكندرى

البابا تيموثاوس الأول ال22 على الكرسى المرقسى جلس على الكرسى المرقسى عام 380 م توفي عام 385 م بابا الكنيسة القبطية الأرثوذكسية خلفًا للبابا بطرس الثاني ال21 وجلس بعده على الكرسى المرقسى البابا ثأوفيلس ال23 على الكرسى المرقسى.

## قبل بطريركيته
كان أخو البابا بطرس الثانى ال21 وكان قسا كان تلميذا وسكرتيرا خاصا للبابا أثانسيوس السكندرى وهو الذى دافع عنه في مجمع صور عندما أتى الأريوسيين بأمرأه زانية قائلة أنها راهبة وأن أثانسيوس أفسد عفتها فخرج القس تيموثاوس وقال لها :أنا أيتها المرأة الذى زنيت بك كرها
فقالت له الزانية :نعم أنت يا أثانسيوس الذى أغويتنى وأفسدت عفتى التى نذرتها للرب
ثم بدأت تتظاهر للبكاء مما أظهر براءة أثانسيوس وأضحك المجمع وأخجل محرضيها وتعرض القس تيموثاوس مع البابا أثانسيوس لشدائد كثيرة ورافقه في معظم رحلاته ولما تنيح البابا أثانسيوس وجاء مكانه البابا بطرس الثانى أرسله على رأس بعثة إلى القسطنطنية ليساعد غيرغوريوس النزينزى أسقفها على نشر الأيمان الأورثوذكسى هناك ثم عاد في البعثة بعد أتم مهمته بنجاح هذا كله غير أنه كان مدرسا بمدرسة الأسكندرية اللاهوتية

## بطريركيته
بعد نياحة البابا بطرس الثانى أنتخبه الشعب ليكون بطريركا بسبب وجود روح البابا أثانسيوس في ايمانه لذالك سيم بطريركا بتاريخ
17برمهات 95 للشهداء 380 ميلادية

## مشلكة مجمع سرديكا
مجمع سرديكا هو مجمع منعقد بعد مجمع نيقية وقد أقر نفس القوانين التى اقرها المجمع المسكونى الا أنه مجمع محلى فلما حاول الأساقفة الغربيين أعطاؤه نفس مكانة مجمع نيقية لم يوافقهم الأساقفة الشرقيين لأعتبار مجمع سرديكا مجمع محلى ومجمع نيقية هو مجمع مسكونى لذالك لما أستشارأساقفة شمال أفريقيا وانطاكية والقسطنطنية تيموثاوس السكندرى ارسل اليهم ال20 قانونا لمجمع نيقية مصحوبة برائيه في هذه المسألة وكان رائيه هو الفيصل حيث استمعت كل الكنائس الى رأيه

## مساهمته في مجمع القسطنية
كانت بدعتى مقدونيوس وأبوليناريوس سببا رئيسيا في تفكير الأمبراطور ثيئودسيوس الكبير في عقد مجمع بمدينة القسطنيطنية للفصل في هذه المسألةا لذالك دعى الأمبراطور 150 أسقف للنظر في هذا الأمر كان ذلك عام 381 م كان من ضمنهم الأنبا تيموثاوس السكندرى فكانت مساهمته قوية مع غيرغوريوس النزينزى في دحض هذه البدعة في مجمع القسطنطنية كما ساهم في أضافة النص التالى على قانون الأيمان :

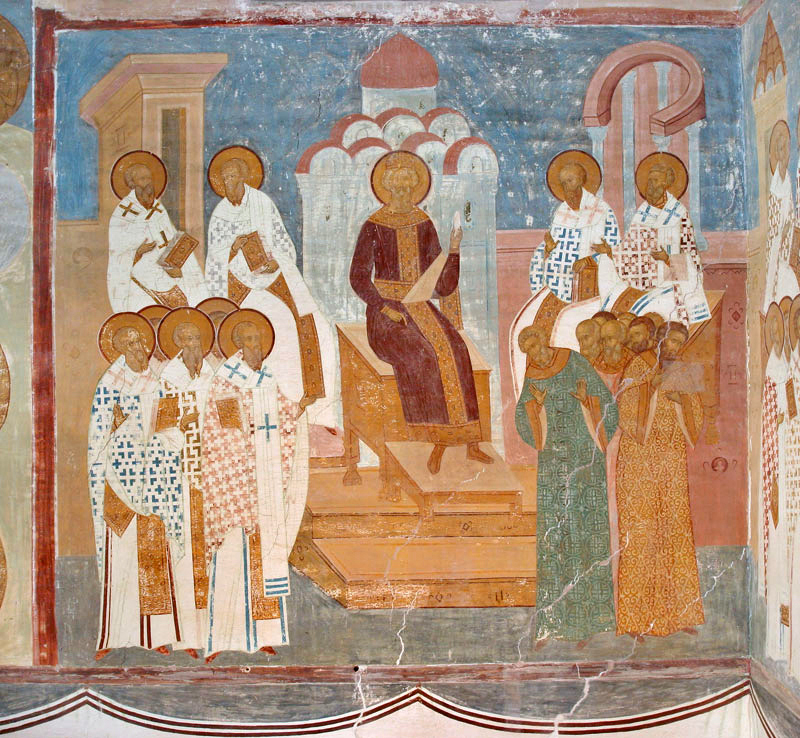
مجمع القسطنطنية 381

الرب المحيي (الروح القدس) المنبثق من الآب. نسجد له و نمجده مع الآب والابن، الناطق في الأنبياء. و بكنيسة واحدة مقدسة جامعة رسولية. و نعترف بمعمودية واحدة لمغفرة الخطايا. و ننتظر قيامة الأموات و حياة الدهر الآتي. آمين.
لكن عندما بدأ المجمع ان يتحدث على درجات الكنائس وعدم موافقته على طلبه بوقف الحديث عن هذا الأمر انسحب البابا تيموثاوس من المجمع هو وأساقفتة كنيسة الاسكندرية تطبيقا لقول السيد المسيح : 
من اراد ان يكون فيكم عظيما فيكون اخر الكل وخادم للكل
أذ ان درجات الكنائس اعطيت على حسب المكانة المدنية لا الدينية

## ما بعد مجمع القسنطنطنية
استغل البابا تيموثاوس ان فترته كانت فترة سلام فوزع كل ممتلكاته على الفقراء لذالك لقب ب(الفقير) بالأضافة انه رمم الكنائس التى تهدمت في الأضطهاد الأريوسى وتثبيت الشعب على الأيمان الأورثوذكسى وكتب رسائل رعوية الى كافة الشعوب المسيحية ومن أشهرها رسالة التوبة كما كتب سير الأباء الرهبان ومنهم سيرة الأنبا ابوللو
ومن تقواه كان يذكره الأمبراطور ثيئودسيوس في خطابته ب(القديس)

## نياحته
توفى البابا تيموثاوس الأول بتاريخ 26 ابيب 101 للشهداء 385 م ودفن في كنيسة بوكاليا